# Roger Van Gool
Roger Van Gool (ur. 1 czerwca 1950 w Nieuwmoer) – piłkarz belgijski, występujący na pozycji napastnika.
W 1976 zdobył mistrzostwo Belgii z zespołem Club Brugge. Z drużyną 1. FC Köln jeden raz zdobył mistrzostwo RFN (1978) i dwukrotnie puchar tego kraju (1977, 1978).
W latach 1975–1978 rozegrał 7 meczów i strzelił 2 gole w reprezentacji Belgii.